# Batesimalva killipii
Batesimalva killipii là một loài thực vật có hoa trong họ Cẩm quỳ. Loài này được Krapov. ex Fryxell mô tả khoa học đầu tiên năm 1985.